# Massaker im Schliefaugraben
Als Massaker im Schliefaugraben wird die Ermordung von rund 100 ungarischen Juden am Ende des Zweiten Weltkrieges in Randegg  in Niederösterreich bezeichnet.

## Vorgeschichte
Bereits am 5. und 6. April 1945 wurden auf Straße im Schliefaugraben fünf unbekannte männliche KZ-Häftlinge erschossen und am 10. April wurden fünf unbekannte Frauen und ein polnischer KZ-Häftling in Schliefau erschossen. Nur vom Polen Henryk Koza (* 24. Mai 1923 in Rudniki) weiß man, dass im Zuge eines Evakuierungsmarsches aus dem KZ-Außenlager Saurerwerke von Wien in Richtung des KZs Mauthausen getrieben wurde, der über Purkersdorf, St. Pölten, Mank, Scheibbs, Gresten, Randegg und Seitenstetten nach Steyr verlief.

## Vorabend
Am 14. April 1945 wurde ein weiterer Evakuierungsmarsch aus den Zwangsarbeiterlagern in Stangental und Kerschenbach, bestehend aus rund 100 ungarisch-jüdische Zwangsarbeitern angekündigt. Diese trafen abends in Scheibbs  ein, wo sie verpflegt und untergebracht wurden. Gleichzeitig fand unter SD-Mitgliedern eine Besprechung statt, wie man die Zwangsarbeiter gleich nach Scheibbs liquidieren könne. Am frühen Morgen schickte man einen Hitlerjungen mit dem Fahrrad los, um einen geeigneten „Rastplatz“ zu suchen, wo man die Zwangsarbeiter ermorden könne. Er fuhr bis nach Rogatsboden und berichtete, dass beiderseits der Straße viele geeignete Wiesen wären.

## Ablauf
Am Morgen des 15. Aprils mussten die rund 100 Zwangsarbeiter in Scheibbs aufbrechen und trafen um 9 Uhr in Randegg ein, von wo sie auf dem „üblichen Weg“ nach Amstetten geleitet werden sollten, als sein SS-Mann erklärte, den Transport übernehmen zu wollen, wofür auch eine SS-Mannschaft bereitstand. Diese trieben die Zwangsarbeiter durch den Schliefaugraben und unter dem Vorwand, sie müssten jetzt Reisig für eine Kochstelle sammeln, wurden sie in den seitlichen Hundsgraben geführt, wo bereits ein Maschinengewehr in Position gebracht war. Zwischen 96 und 113 Menschen wurden sodann von SS-Männern erschossen und von sechs Hitlerjungen des Wehrertüchtigungslagers Reinsberg verbrannt. Die Überreste der Opfer, zur Hälfte Kinder und Jugendliche unter 18 Jahren, wurden am nächsten Tag verscharrt und die wenigen Habseligkeiten der Ermordeten verbrannt, womit auch eine Identifizierung der Opfer verunmöglicht wurde.

## Aufarbeitung
Der Führer der Hitlerjugend Ernst Burian wurde vom österreichischen Volksgericht 1948 zu lebenslänglicher Haft verurteilt und nach Empfehlung des Innenministers Oskar Helmer 1953 begnadigt. Ein 1961 angeklagter des SD-Dienst wurde aus Mangel an Beweisen freigesprochen.
Im Auftrag der Niederösterreichischen Landesregierung wurde 1948 am Tatort des Massakers ein steinernes Mahnmal aufgestellt, allerdings waren zu diesem Zeitpunkt die sterblichen Überreste bereits exhumiert und auf dem jüdischen Friedhof in Szeged beigesetzt worden, womit der Stein bald wieder entfernt und beim Massengrab des Massakers bei Hofamt Priel errichtet wurde.
Der heute an das Massaker erinnernde Gedenkstein ⊙ geht auf die Initiative des Randegger Pfarrers Adalbert Waser zurück und wurde 1980 zusammen mit mehreren Schautafeln enthüllt.